# Margrafiatul Brandenburg
Margrafiatul Brandenburg (în germană Markgrafschaft Brandenburg) a fost unul dintre principalele principate din Sfântul Imperiu Roman între 1157 și 1806. A fost cunoscut și sub numele de Marca Brandenburg ((în germană Mark Brandenburg) și a avut un rol important în istoria Germaniei și a Europei Centrale.
Brandenburg a evoluat din Marca Nordică fondată pe teritoriului poporului Slav Wends. Conducătorii acestuia, margrafii, au devenit prinți electori importanți ai imperiului în 1356 având dreptul de a participa la alegerea regelui, respectiv împăratului romano-german. Astfel statul a fost cunoscut sub numele de Electoratul Brandenburg (în germană Kurfürstentum Brandenburg).
Casa de Hohenzollern a ocupat tronul Brandenburgului în anul 1415. Sub aceștia, principatul Brandenburg a crescut rapid, iar în secolul al XVII-lea ei au moștenit Ducatul Prusia, statul astfel format fiind cunoscut sub numele de Brandenburg-Prusia - predecesor al Regatului Prusiei care avea să devină cel mai important principat german în secolul al XVIII-lea. Cu toate că titlul cel mai important al principelui elector era cel de Rege al Prusiei, baza puterii acestora a rămas în Brandenburg la Berlin și Potsdam.
Existența Margrafiatului Brandenburg a luat sfârșit în anul 1806, odată cu Sfântul Imperiu Roman. În 1815 Margrafiatul Brandenburg acesta a fost înlocuit cu Provincia Brandenburg. În ciuda începuturilor fragile în teritoriile periferice ale Sfântului Imperiu Roman, Regatul Prusac condus de familia Hohenzollern a reușit să realizeze unificarea Germaniei și să creeze Imperiul German în 1871. Datorită importanței istorice, denumirea „Mark Brandenburg” este utilizată și astăzi în mod informal cu referire la landul german Brandenburg.